# Burgstall Leederstuben
Der Burgstall Leederstuben ist eine abgegangene spätmittelalterliche Höhenburg auf 664 m ü. NHN bei Lederstube, einem Gemeindeteil der Gemeinde Frasdorf und etwa 1000 m südlich der Pfarrkirche St. Margaretha von Frasdorf im Landkreis Rosenheim von Bayern. Er wird als Bodendenkmal unter der Aktennummer D-1-8239-0004 als „Burgstall des hohen oder späten Mittelalters“ geführt.

## Geschichte
Lederstuben wird Mitte des 18. Jahrhunderts als zugehörig zum Amt Frasdorf im Herrschaftsgericht Hohenaschau gelegen erwähnt.

## Beschreibung
Der rund-ovale Burgstall liegt in einem Waldgebiet oberhalb der Rupertus-Quelle. Er hat die Ausmaße von 100 m in Nordwest-Südost-Richtung und 80 m in Ost-West-Richtung. Er ragt um ca. 30 m von der östlichen Umgebung auf. 